# Isochromodes subusta
Isochromodes subusta là một loài bướm đêm trong họ Geometridae.